# یواس‌اس اوآهو (پی‌آر-۶)
یواس‌اس اوآهو (پی‌آر-۶) (به انگلیسی: USS Oahu (PR-6)) یک کشتی بود که طول آن ۱۹۱ فوت (۵۸ متر) بود. این کشتی در سال ۱۹۲۷ ساخته شد.